# .hn
.hn es el dominio de nivel superior geográfico (ccTLD) para Honduras.